# Aldeno

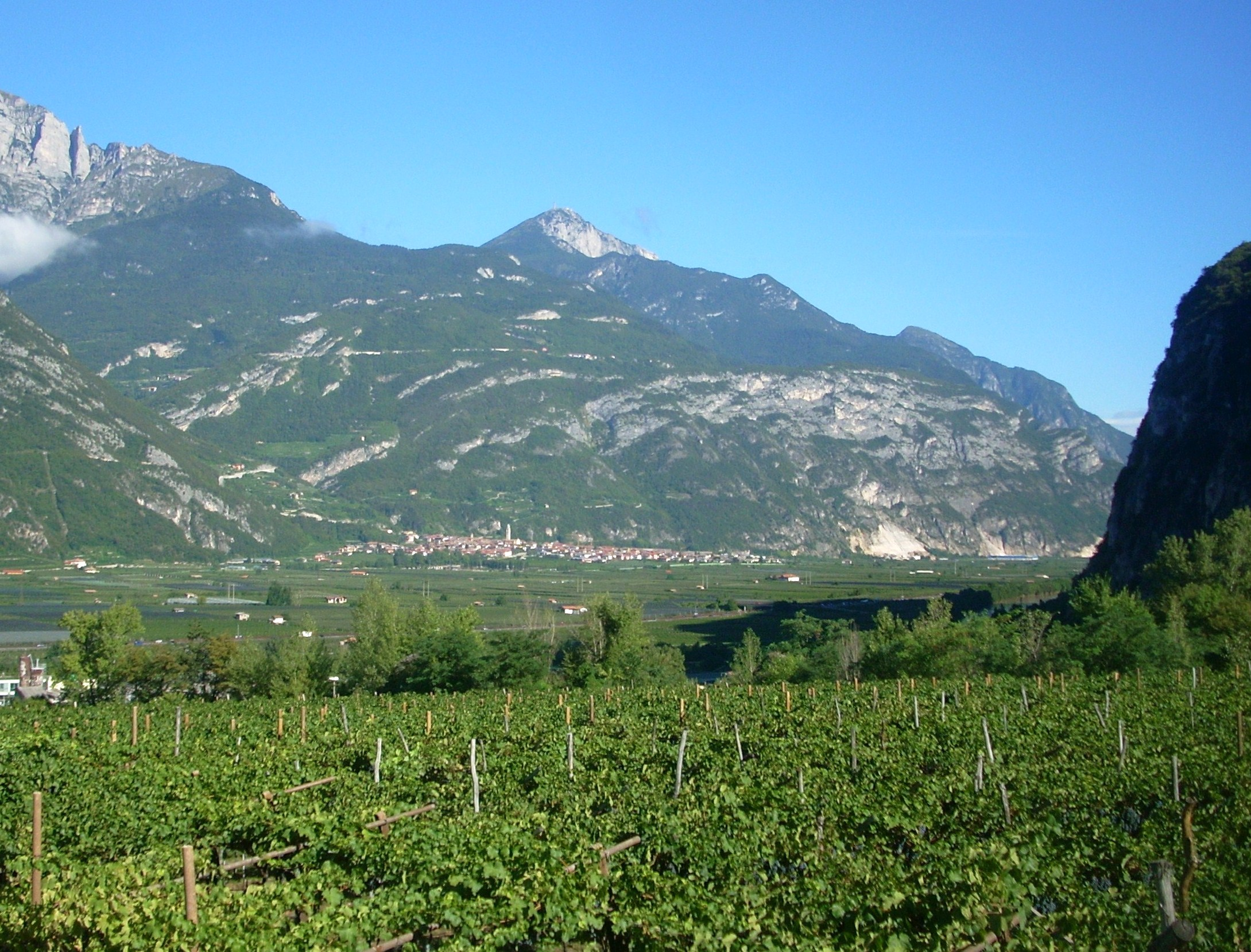
Aldeno vista da Besenello

Aldeno (Naldem in dialetto trentino) è un comune italiano di 3 350 abitanti della provincia autonoma di Trento in Trentino-Alto Adige. Si trova a circa 10 km a sud-ovest da Trento, sulla sponda destra del fiume Adige.

## Geografia fisica
Aldeno è un abitato collocato a metà strada fra Trento e Rovereto, alle pendici orientali del gruppo del monte Bondone. Il paese sorge sul conoide alluvionale depositato nel corso dei secoli dal torrente Arione, in una zona che anticamente era luogo di transito obbligato, nonché di intensi traffici fluviali sul fiume Adige. Il corso d'acqua formava infatti, proprio in prossimità del paese, un'ampia ansa a ridosso del monte (via del porto ad Aldeno ne è ricordo).

## Storia
L'antichità del luogo è confermata dai reperti archeologici che vanno dall'età del bronzo all'epoca romana.
Per Aldeno passava la via Claudia Augusta e per quanto riguarda l'origine del nome ci sono ipotesi controverse: per alcuni studiosi deriva dal latino Altinum, per altri dal longobardo Aldio e secondo altri ancora potrebbe derivare addirittura dall'etrusco Altena o Altuno. A partire dal XIII secolo è conosciuta col nome di Aldenum.
Caratterizzante dal punto di vista storico rimane l'appartenenza di Aldeno al Comun Comunale, un'antica istituzione amministrativa attiva in Vallagarina a partire dal 1100 fino a concludersi nel 1818, con lo scopo di gestire al meglio le terre incolte e i boschi dei comuni associati.

L'attività del Comun Comunale era regolamentata da statuti e da assemblee pubbliche, dette Regole, a cui partecipavano i vari capi famiglia.
Nel 1866 il paese fece una supplica alla Dieta tirolese al fine di essere tolto dal distretto lagarino per essere unito a quello di Trento.

Durante la Grande Guerra, Aldeno divenne la sede del XXI Corpo d'Armata Austro-ungarico, comandato dal generale Kasimir von Lütgendorf, e vi furono trasferiti gli uffici amministrativi e giudiziari di Rovereto. Inoltre, fu un luogo di rifugio per numeroso profughi, fatti sgombrare dalle valli del Leno, da Lizzana e da Marco, che si erano trovate sulla linea di fuoco. Nel 1916 passarono per Aldeno gli irredentisti Damiano Chiesa, che fu proprio identificato a Aldeno, Cesare Battisti e Fabio Filzi, tutti precedentemente catturati in azioni diverse dagli austro-ungarici e successivamente condannati a morte da un tribunale militare a Trento.
Alla fine della Seconda guerra mondiale divenne triste teatro di violenti scontri tra i partigiani della "Pasubiana" e i reparti nazisti in ritirata, che provocarono diverse vittime.
Nel XIX secolo si verificarono alcune emigrazioni contadine: l'ultima di una certa importanza fu quella verso la Bosnia, sollecitata dalla lottizzazione delle terre da porre a coltura.

### Simboli
Lo stemma ed il gonfalone sono stati adottati dal Consiglio 
comunale il giorno 8 febbraio 1989 e approvati dalla Giunta Provinciale il 23 marzo 1989.
Stemma
Gonfalone

## Monumenti e luoghi d'interesse

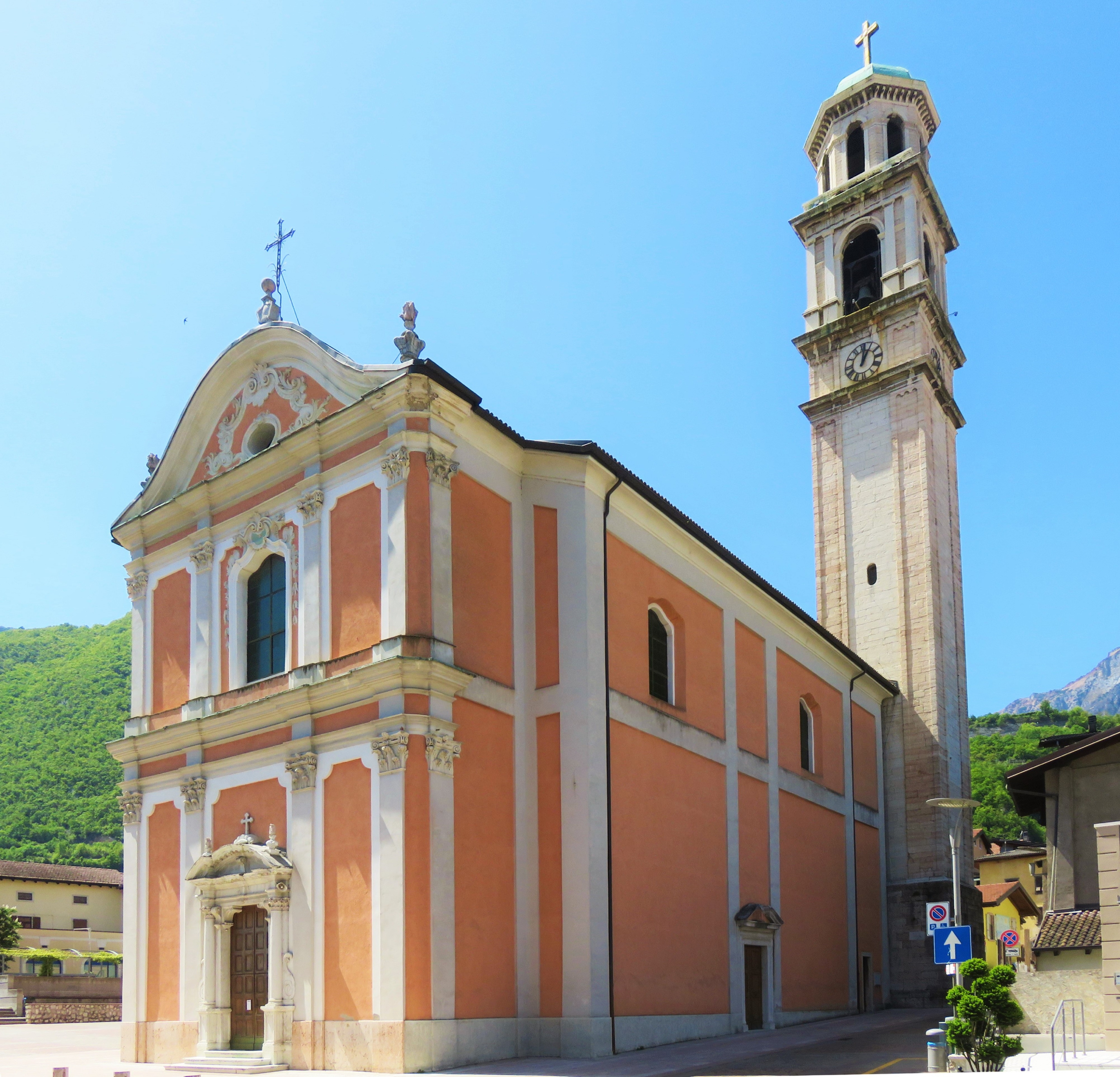
Chiesa di San Modesto

### Architetture religiose
Chiesa parrocchiale di San Modesto, eretta tra il 1767 ed il 1776. Lo stile della chiesa è tardobarocco. Il campanile, costruito in pietra calcarea rosa e bianca delle cave di Cadine, ha una particolare cuspide a forma di elmo inglese, realizzata in rame. La sua altezza, secondo fonti relativamente recenti, è di 64 m, tra le maggiori della Vallagarina.

### Architetture militari
Castello delle Flecche, dimora cinquecentesca della famiglia Brolio, con vicino la torre civica, che è l'unico elemento ancora presente dell'antica chiesa di San Zeno (XVI - XVII secolo), che fu demolita nel Settecento.

## Società

### Evoluzione demografica
Abitanti censiti

### Etnie e minoranze straniere
Secondo i dati ISTAT al 31 dicembre 2015 la popolazione straniera residente era di 176 persone. Le nazionalità maggiormente rappresentate in base alla loro percentuale sul totale della popolazione residente erano:
- Romania 42 (1,37%)
- Filippine 27 (0,88%)

### Tradizioni e folclore
Aldeno è uno dei sette comuni lagarini che facevano parte dell'antica istituzione amministrativa del Comun Comunale Lagarino. Attualmente il Comun Comunale rimane vivo nella memoria degli abitanti dei diversi comuni attraverso la manifestazione denominata Comun Comunale - I Giochi e la regola. Questa festa si svolge tutti gli anni tra l'ultima settimana di maggio e la prima settimana di giugno e si svolge ogni anno a rotazione in uno dei sette comuni partecipanti: Aldeno, Cimone, Isera, Nogaredo, Nomi, Pomarolo e Villa Lagarina.
La manifestazione rievoca le antiche vicende del periodo medievale ed è incentrata su suggestivi giochi e spettacoli con musiche e danze.

## Cultura

### Eventi

#### MondoMerlot
Si svolge nella seconda metà del mese di ottobre ed è una delle più importanti manifestazioni vinicole nazionali. Partecipano produttori locali, nazionali ed internazionali.

#### Calici di stelle
Si tiene nel mese di agosto ed è un appuntamento ideato dal Movimento Turismo del Vino. Nella notte di San Lorenzo si cercano in cielo le stelle cadenti in compagnia di un calice di vino.

## Geografia antropica
Fino al 1805 Aldeno, Cimone, Garniga Terme (allora Garniga) e Romagnano (oggi frazione del comune di Trento) si reggono a comuni separati. Dal 1805 al 1817 questi comuni vengono unificati in un unico comune con Aldeno capoluogo. Le ragioni di questa unificazione vanno ricondotte a motivazioni di tipo economico e di efficientamento. Il 31 dicembre 1817 la comunità di Romagnano si distacca da Aldeno. Cimone e Garniga rimarranno uniti ad Aldeno fino al 31 dicembre 1820.
La circoscrizione territoriale ha subito le seguenti modifiche: nel 1928 aggregazione di territori dei soppressi comuni di Cimone e di Garniga Terme; nel 1947 distacco di territori per la ricostituzione dei comuni di Cimone (Censimento 1936: pop. res. 934) e Garniga (poi Garniga Terme) (Censimento 1936: pop. res. 451).

## Economia

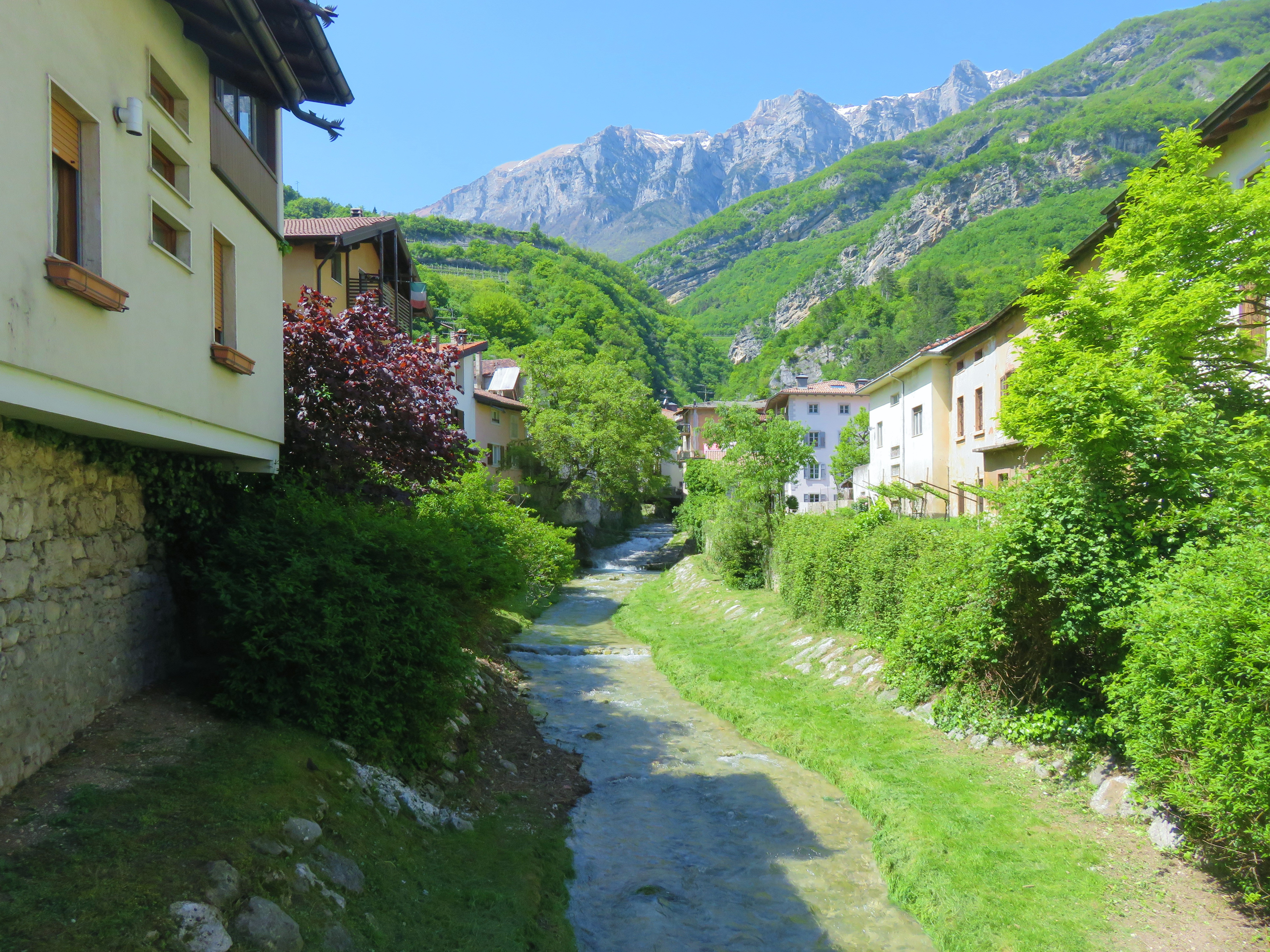
Il torrente Arione attraversa il centro abitato di Aldeno

### Agricoltura
L'economia locale, fino alla metà dello scorso secolo, poggiava sulla coltivazione della vite e sull'allevamento del baco da seta, attività insediate dopo le inondazioni provocate dall'Adige. Accanto alla vite si coltivano meli, ciliegi e pruni, oltre a coltivazioni orticole come asparagi.

### Artigianato
L'artigianato locale si basa sulla lavorazione del legno e del ferro (imballaggi, carpenterie, falegnamerie, bottai, marmisti, fabbri, costruzioni in ferro e alluminio). Nell'immediata periferia è inoltre presente la legatoria IGF S.p.A della famiglia Baldo, una delle più grandi del Trentino e del nord Italia, nella quale sono stati prodotti anche numerosi titoli della casa editrice Sellerio di Palermo. IGF conta circa 100 dipendenti.
Lungo il torrente Arione sorgevano numerosi opifici e mulini.

## Amministrazione

### Gemellaggi
- Železná Ruda
- Aprilia, dal 2019

## Sport

### Calcio
La principale squadra di calcio della città è S.S. Aldeno A.S.D. che milita nel girone B trentino di 1ª Categoria. È nata nel 1966 grazie alla fusione di due società calcistiche l'Altinum Calcio e l'Excelsior Calcio.
La squadra di calcio a 5 dell'Aldeno gioca in Serie D girone A del Trentino-Alto Adige.